# Нови Лигуре
Но̀ви Лѝгуре (на италиански: Novi Ligure, на местен диалект: Neuve, Неуве) е град и община в Северна Италия, провинция Алесандрия, регион Пиемонт. Разположен е на 197 m надморска височина. Населението на общината е 28 298 души (към 2016 г.).